# Jugada
Jugada (nep. जुगाडा) – gaun wikas samiti w zachodniej części Nepalu w strefie Seti w dystrykcie Bajura. Według nepalskiego spisu powszechnego z 2011 roku liczył on 982 gospodarstwa domowe i 5358 mieszkańców (2698 kobiet i 2660 mężczyzn).